# تسقوپا
تسقوپا (به عربی: تللسقف) یک منطقهٔ مسکونی در عراق است که در استان نینوا واقع شده‌است. تسقوپا ۱۱٬۰۰۰ نفر جمعیت دارد.